# 笠鱗鮫
笠鱗鮫（學名：Echinorhinus cookei），又名吻棘鲨，笠鱗棘鯊或庫氏棘鯊，是一種生活在太平洋海底的大型鯊魚。

## 特徵
笠鱗鮫沒有臀鰭，兩條細小的背鰭在背部較後位置。牠們最長的達4米，外表非常像棘鯊，但身體沒有那些小齒。

## 分佈
笠鱗鮫出沒於太平洋，包括台灣、新西蘭、夏威夷、美國加利福尼亞州及智利等海域。

## 習性及棲息地
笠鱗鮫沿水深11-425米的大陸棚生活，經常出沒於海底峽谷。牠們以其他鯊魚及硬骨魚為主要食物，亦會吃八爪魚、魷魚及貓鯊科的卵。
牠們都是卵胎生的，每胎約有114頭幼鯊。

## 經濟利用
可做為食用魚。